# ᶂ
ᶂ, appelé f crochet palatal, est une lettre latine utilisée auparavant dans l'alphabet phonétique international, rendu obsolète en 1989, lors de la convention de Kiel.

## Utilisation
La lettre ᶂ était utilisée pour représenter une fricative non sibilante labiodentaire palatalisée sourde. Après 1989, la lettre est changée pour fʲ.

## Représentations informatiques
Le f crochet palatal peut être représenté avec les caractères Unicode suivants : 
- précomposé (Alphabet phonétique international, diacritiques) :

| formes    | représentations | chaînes de caractères | points de code | descriptions                              |
| --------- | --------------- | --------------------- | -------------- | ----------------------------------------- |
| minuscule | ᶂ               | ᶂ                     | U+1D82         | lettre minuscule latine f crochet palatal |

- décomposé et normalisé NFD (Alphabet phonétique international, diacritiques) :

| formes    | représentations | chaînes de caractères | points de code | descriptions                                          |
| --------- | --------------- | --------------------- | -------------- | ----------------------------------------------------- |
| minuscule | f̡               | f◌̡                    | U+0066 U+0321  | lettre minuscule latine f diacritique crochet palatal |